# Hubert van Outryve d'Ydewalle
Hubert van Outryve d'Ydewalle (Sint-Andries, 21 april 1909 - Dernau, 5 april 1945) was een Belgische boomkweker, grootgrondeigenaar, publicist en burgemeester van Beernem.

## Levensloop
Ridder Hubert Etienne van Outryve d'Ydewalle was de zoon van André van Outryve d'Ydewalle en Marie-Fernande de Vrière. Hij trouwde in 1934 met Hélène du Sart de Bouland (Elsene, 1913 - Beernem, 1998) en ze hadden drie zoons en een dochter, onder wie Raynier van Outryve d'Ydewalle en Liévin van Outryve d'Ydewalle. Zijn weduwe hertrouwde in 1947 met graaf Charles d'Hespel. Zij was de initiatiefnemer voor de 'Kunstweekends' die meer dan 30 jaar lang op haar kasteel Drie Koningen plaatsvonden. Auteur Paul de Pessemier 's Gravendries geldt met zijn omvangrijke publicaties als zijn officiële biograaf.

## Journalist en rexist
D'Ydewalle werd, na middelbare studies aan de abdijschool van Zevenkerken en kandidaturen in Namen, in 1930 doctor in de rechten aan de Universiteit van Gent. Hij schreef zich in aan de balie van Brugge, maar nam in 1934 ontslag met de melding dat hij met een handelszaak begon. Het waren de 'Boomkwekerijen Drie Koningen' die hij in Beernem oprichtte. Hij publiceerde ook artikels in het Brugse katholieke blad La Patrie.
Hij was vanaf 1933 bevriend met Léon Degrelle en werd actief in de Rexbeweging. Hij publiceerde artikels in Le Vingtième Siècle en in Le Pays Réel en nam de redactie op zich van het strijdende weekblad Vlan. In 1937 brak hij met Rex.

## Burgemeester
Toen Hubert d'Ydewalle gedemobiliseerd werd na de Achttiendaagse Veldtocht werd hij door de gemeenteraad van Beernem voor het ambt van burgemeester voorgedragen als opvolger van zijn vader die in april 1940 was overleden. Het was wel uitzonderlijk dat tot een dergelijke benoeming, met goedkeuring van de bezetter, werd beslist. Korte tijd later zou dit zeker niet meer mogelijk geweest zijn.

## Verzet
Zoals vele van zijn familieleden trad Hubert van Outryve toe tot het Verzet, meer bepaald tot het Geheim Leger.
Bij het ochtengloren van 11 juni 1944 werd hij opgepakt door de Duitse Politie en in Brugge tot twee en een half jaar dwangarbeid veroordeeld op de beschuldiging onderdak en hulp te hebben geboden aan een spion (het ging om zijn broer Thierry), steun te hebben verleend aan werkweigeraars, radio's te hebben verborgen en naar de BBC te hebben geluisterd.
In juni 1944 werd hij naar Kassel in Duitsland weggevoerd en van daar naar het kamp van Straubingen, waar hij nooit aankwam, omdat hij onderweg aan verwondingen en ontberingen bezweek. Zijn stoffelijk overschot werd in juli 1945 naar Beernem overgebracht en op het domein Drie Koningen aan de zuidzijde van de kapel bijgezet.

## Adel in Vlaanderen
D'Ydewalle leefde midden de plattelandsmensen, van wie hij het dialect sprak. Hij was zich zeer bewust van de scheidingslijn die liep tussen de overwegend Frans sprekende adel en burgerij en de grote meerderheid van de bevolking in Vlaanderen.
Zijn stelling werd dat de elites zich moesten inwortelen in de lokale gemeenschappen waar ze toe behoorden en dat dit in de eerste plaats het verwerven van een grondige kennis van het Nederlands vereiste. Hij schreef zijn ideeën hierover op, die na zijn dood in boekvorm werden gepubliceerd en niet zonder invloed waren op de evolutie binnen de Belgische adel.

## Publicaties
- Le régime à vau-l'eau, Brussel, 1937
- En attendant la chasse, 1942
- Noblesse en Flandre, Brussel, 1946